# Palazzina Lixi
La palazzina Lixi, detta anche palazzina Lixi-Contini, è un edificio residenziale sito a Cagliari, all'angolo tra via Settembrini e via Paoli, in una zona che nel periodo compreso tra le due guerre mondiali era nel pieno dello sviluppo edilizio che comportò, a partire  dall'espansione del quartiere di Villanova, alla nascita del trafficato quartiere di San Benedetto.
La palazzina prende il nome dal progettista e primo proprietario, l'ingegnere Gaetano Lixi Delogu (1899-1995), ed è molto nota per la decorazione esterna realizzata da Francesco Ciusa. La sua edificazione avviene nell'arco di due anni, tra il 1932 e il 1933.
Danneggiato dai bombardamenti aerei del 1943, l'edificio è stato completamente restaurato, sia negli aspetti strutturali che decorativi, nei primi anni del dopoguerra.

## Descrizione
La costruzione, di quattro piani fuori terra ed in posizione angolare, presenta un corpo ad "elle", con facciata principale su via Settembrini e secondaria su via Paoli. Entrambe le facciate sono caratterizzate da finestre, alcune delle quali sono ornate da balconcini semicircolari aggettanti. L'elemento più evidente è l'uso del colore, distribuito in maniera uniforme sulle facciate, e dovuto in parte all'utilizzo dell'intonaco rosa (basamento, lesene, cornici delle finestre, balconcini) e in parte alla tinteggiatura.
In posizione adiacente all'edificio, tra via Settembrini e via Leopardi, si estende un ampio giardino con accesso carrabile.

## Decorazione

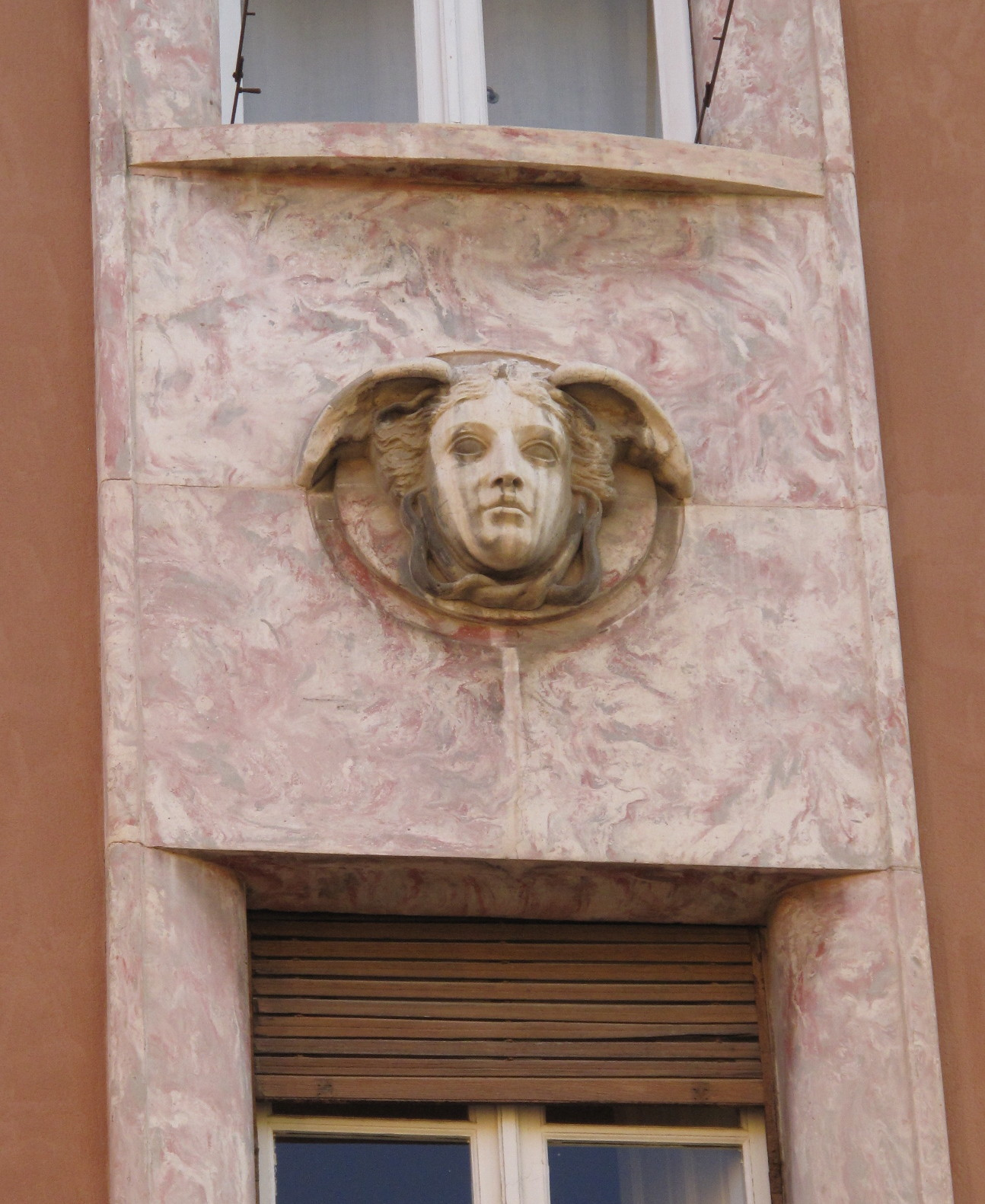
Palazzina Lixi-Contini: dettaglio della Gorgona, sulla facciata in via Settembrini

La palazzina, la cui progettazione è dovuta al lavoro dell'ingegner Gaetano Lixi Delogu, è nota anche per l'intervento di Francesco Ciusa, il quale si occupò in particolare delle rifiniture e delle decorazioni esterne realizzate con un particolare tipo di intonaco rosa screziato da lui progettato e suoi i bassorilievi raffiguranti caravelle, fontane ed elementi geometrici, disposti sui balconcini e sulle cornici delle finestre.
Tra le decorazioni spicca, in posizione centrale sulla facciata principale, la testa della Gorgona Rondanini realizzata su modelli di Bice Lixi Delogu all'atto della ricostruzione delle parti distrutte dal bombardamento del 1943.